# Histoire de l'Afrique de l'Ouest
 (mars 2025).

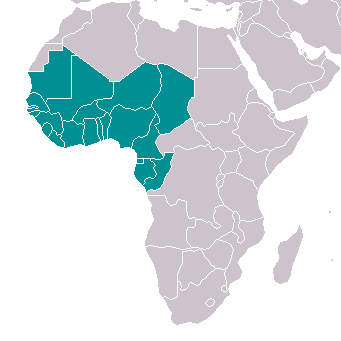
Frontières approximatives de l'Afrique de l'Ouest

L'histoire de l'Afrique de l'Ouest est divisée en plusieurs période : sa préhistoire, l'âge du fer en Afrique, la période des grandes puissances politiques, la période coloniale et enfin l'ère post-indépendance, au cours de laquelle les nations actuelles se sont formées.
Les premiers homo acheuléens utilisant des outils pourraient avoir vécu dans toute l'Afrique de l'Ouest depuis le Pléistocène moyen. La metallurgie, tant dans la fonte que dans le forgeage d'outils et d'armes, est apparue en Afrique de l'Ouest dès 2631 avant J.-C. et vers 400 avant J.-C., des contacts sont établis avec les civilisations méditerranéennes, et un commerce régulier comprend l'exportation d'or, de coton, de métal et de cuir en échange de cuivre, de chevaux, de sel, de textiles, de perles et d'esclaves.
A partir du IIIe siècle av. J.-C., le commerce transsaharien se renforce et voit l'émergence de plusieurs royaumes sahéliens ainsi que de l'empire du Ghana vers le IIIe siècle. Après l'effondrement de l'empire Songhaï, un certain nombre de petits États apparaissent à travers l'Afrique de l'Ouest, notamment le royaume Bambara de Ségou, le royaume de Khasso et le royaume du Kénédougou. Les États forestiers et côtiers se renforcent en devenant des intermédiaire pour le commerce avec les européens, puis la traite transatlantique.
En 1725, les Peuls du Fouta Djalon lancent le premier grand djihad réformiste de la région, renversant les élites locales animistes et mandéphones et tentant de démocratiser quelque peu leur société. Au même moment, les Européens commencent à coloniser l'intérieur de l'Afrique de l'Ouest. Après la Seconde Guerre mondiale, des campagnes indépendantistes surgissent. L'Afrique occidentale française vote pour l'autonomie lors d'un référendum en 1958, se divisant en plusieurs États ; la plupart des colonies britanniques obtiennent leur autonomie la décennie suivante.

## Préhistoire

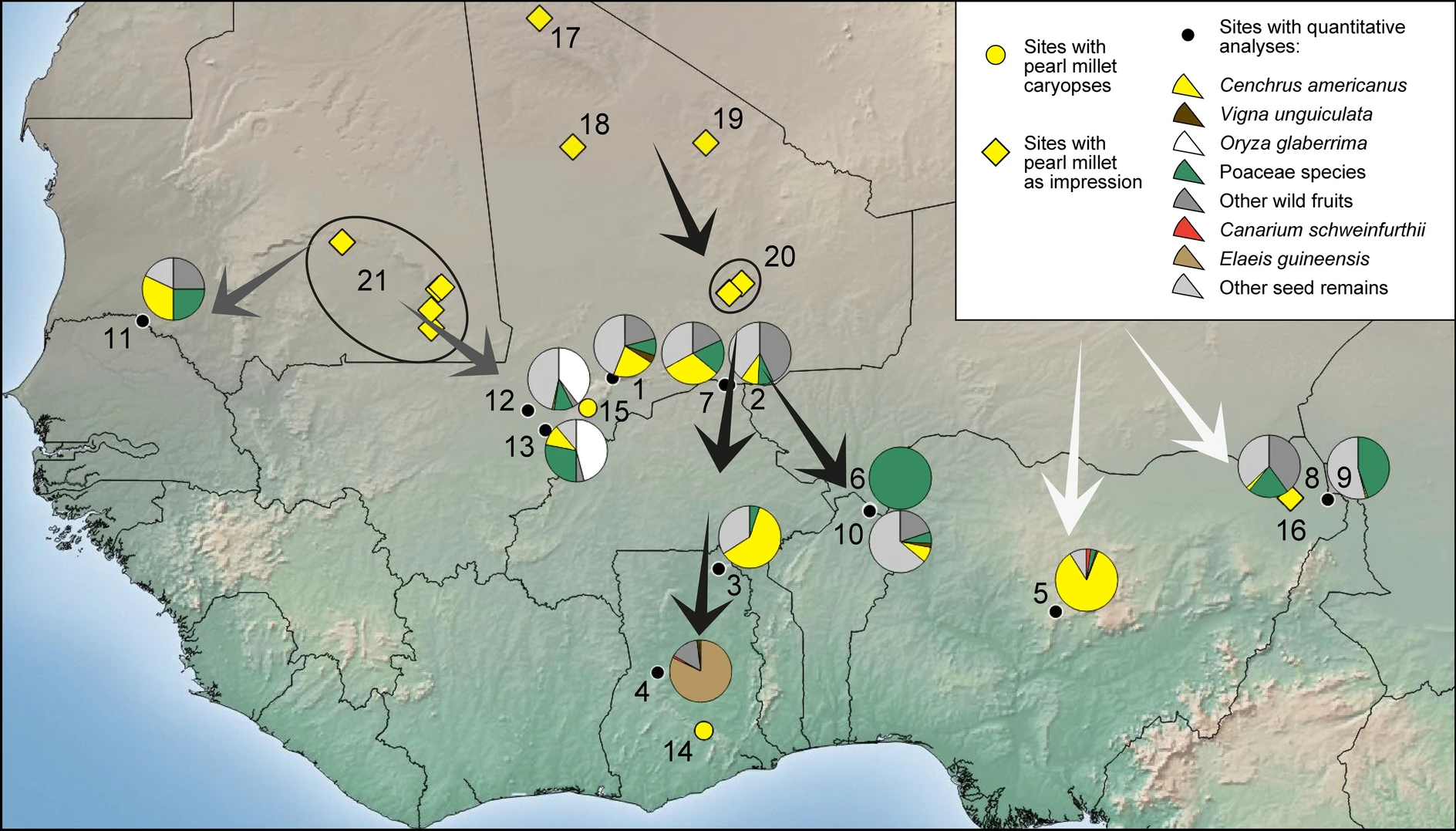
Sites d'Afrique de l'Ouest avec vestiges archéobotaniques du IIIe au Ier millénaire avant J.-C. Les flèches indiquent les directions de diffusion du mil perlé vers l’Afrique de l’Ouest subsaharienne.

Les populations d’Afrique de l’Ouest sont considérablement mobiles et interragissent les unes avec les autres tout au long de l’histoire de la population de l’Afrique de l’Ouest. Les Homo acheuléens utilisant des outils pourraient avoir vécu dans toute l'Afrique de l'Ouest depuis le Pléistocène moyen. Au cours du Pléistocène, les peuples du Middle Stone Age (par exemple, les peuples d'Iwo Eleru, peut-être les Atériens), qui vivent dans toute l'Afrique de l'Ouest sont progressivement remplacés par des peuples de l'âge de pierre tardif, qui migrent vers l'Afrique de l'Ouest car l'augmentation des conditions humides entraîne l'expansion ultérieure de la forêt guinéenne de l'Ouest africain. Les chasseurs-cueilleurs d'Afrique de l'Ouest occupent l'Afrique centrale occidentale (par exemple, Shum Laka) avant 30.000, vivent dans toute l'Afrique de l'Ouest côtière vers 10 000, et migrent vers le nord entre 10.000 et 6000 jusqu'au Mali, au Burkina Faso, et en Mauritanie.

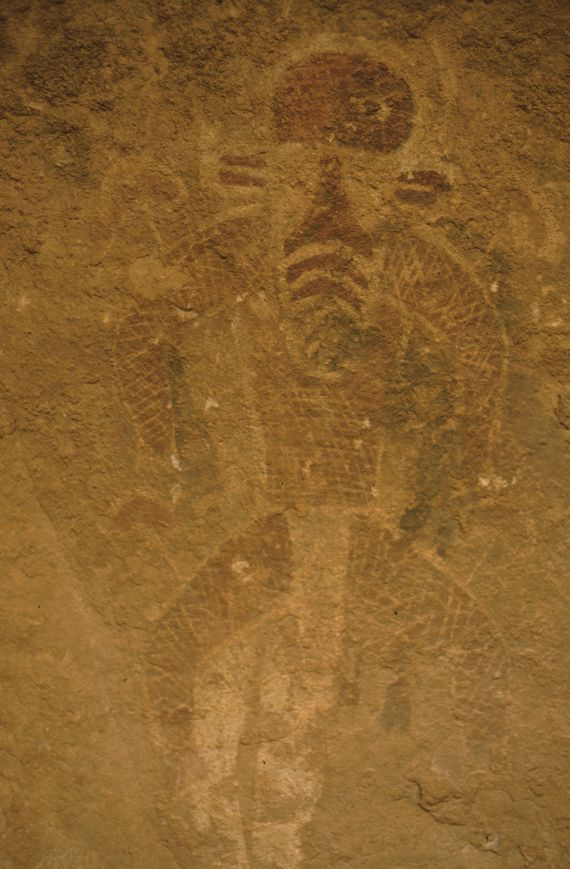
Figure à tête ronde portant un masque de style mouflon à manchettes

Pendant l'Holocène, des locuteurs de langues nigéro-congolaises produisent des poteries à Ounjougou vers 7400 avant J.-C.,,,. L'émergence et l'expansion de la céramique au Sahara peuvent être liées à l'origine de l'art rupestre de Kel Essuf (en). En raison de l'aridification du Sahara à la fin de la période humide africaine, les populations ont probablement emprunté les voies navigables pour migrer. Cette migration a provoqué l'intégration progressive de cette culture à celle qui habite la forêt guinéenne et les savanes.
- Burkina Faso : Sites de métallurgie ancienne du fer du Burkina Faso
- Gambie : Cercles de pierres de Kerbatch
- Ghana : Birimi, Grotte de Bosumpra, Culture de Kintampo
- Mali :  Asselar, Ounjougou
- Mauritanie : Amazmaz
- Niger : Site archéologique de l'Adrar Bous, Girafes de Dabous, Gobero
- Nigeria : Iwo Eleru
- Sénégal : Cercles de pierres de Sine Ngayène, Préhistoire du Sénégal, Cercles mégalithiques de Sénégambie

- Liste de sites d'art rupestre en Afrique

## Âge du fer
La métallurgie, tant pour la fonte que pour le forgeage d'outils et d'armes, est apparue en Afrique de l'Ouest vers 2600-1200 av. J.-C. ,. Bien que l'archéométallurgie suppose une technologie importée depuis l'Afrique centrale, certains archéologues pensent que son développement est indépendamment en Afrique de l'Ouest,. L'utilisation accrue du fer et la diffusion de la technologie du travail du fer ont conduit à l'amélioration des armes et ont permis aux agriculteurs d'accroître leur productivité agricole et de produire des récoltes excédentaires, ce qui a soutenu la croissance des cités-États urbaines en empires[réf. nécessaire].

### Culture Tichitt

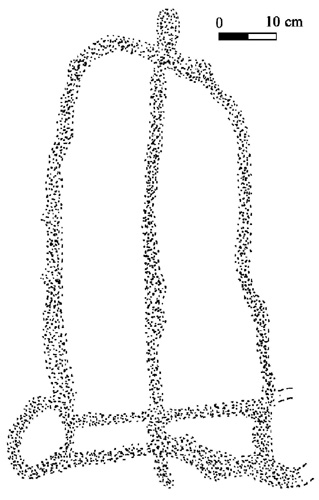
Art rupestre de la tradition Tichitt représentant une charrette, avec une longue plate-forme, encadrée par deux roues

En 4000 avant J.-C., le début d'une structure sociale sophistiquée se développe parmi les éleveurs au cours de la période pastorale du Sahara, nommée culture Tichitt. La culture pastorale saharienne est complexe, comme en témoignent les champs de tumulus, les anneaux de pierre brillants, les haches et autres vestiges. Vers 1800 avant J.-C., la culture pastorale saharienne s'est étendue dans toutes les régions sahariennes et sahéliennes. Les premières étapes de la structure sociale sophistiquée parmi les éleveurs sahariens ont servi de transition au développement de hiérarchies sophistiquées. Après avoir migré du Sahara central, les peuples proto-mandés ont établi leur civilisation dans la région de Tichitt. La tradition Tichitt du sud-est de la Mauritanie date de 2200 avant J.-C. , à 200 avant J.-C. ,.
La culture Tichitt à Dhar Néma, Dhar Tagant, Dhar Tichitt et Dhar Walata comprenait une structure sociale hiérarchique à quatre niveaux, l'agriculture des céréales, la métallurgie, de nombreuses tombes funéraires et une tradition d'art rupestre. La tradition urbaine de Tichitt a peut-être été la première société à grande échelle et organisée de manière complexe en Afrique de l'Ouest,, et une civilisation précoce du Sahara.
Après son déclin en Mauritanie, la tradition Tichitt s'est répandue dans la région du Moyen Niger au Mali (par exemple, Méma, Macina, Dia Shoma et Jenne Jeno), où elle s'est développée et a persisté sous la forme de céramiques du faciès Faïta entre 1300 et 400 avant J.-C. parmi l'architecture en pisé et la métallurgie du fer (qui s'est développée après 900 avant J.-C.).

### Culture Nok

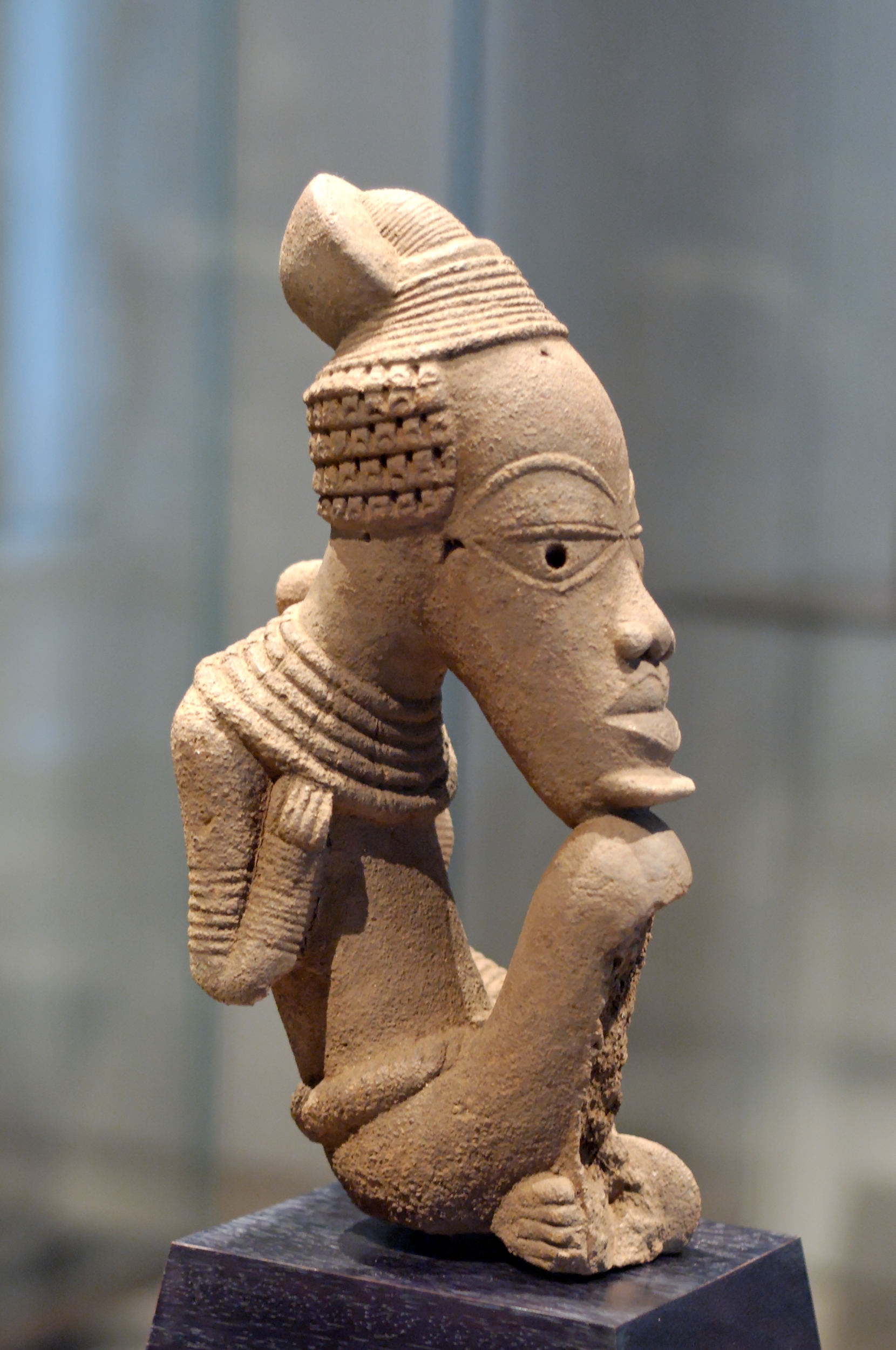
Sculpture Nok, terre cuite, Louvre

La culture Nok pourrait avoir migré depuis le Sahara central jusque dans la région nord du Nigéria. Elle apparait vers 1500 avant J.-C. et disparait vers l'an 0. Ils développent, dans le cadre d'une culture funéraire complexe, une production économique importante de terre cuite,. La représentation en terre cuite d'une pirogue peut indiquer que les Nok utilisaient des pirogues pour transporter des marchandises le long des affluents du fleuve Niger, et les échangeaient dans un réseau commercial régional. La représentation en terre cuite de Nok d'une figure portant un coquillage sur la tête pourrait indiquer que l'étendue de ces routes commerciales fluviales se rendaient jusqu'à la côte atlantique.
Les sommets des montagnes sont l'endroit où se trouvent la majorité des sites d'implantation des Nok. La métallurgie du fer a peut-être été développée indépendamment dans la culture Nok entre le IXe siècle av. J.-C. et 560 avant J.-C. ,. Les peuples Yoruba, Jukun ou Dakakari peuvent être des descendants des peuples Nok.

### Peuple sérère

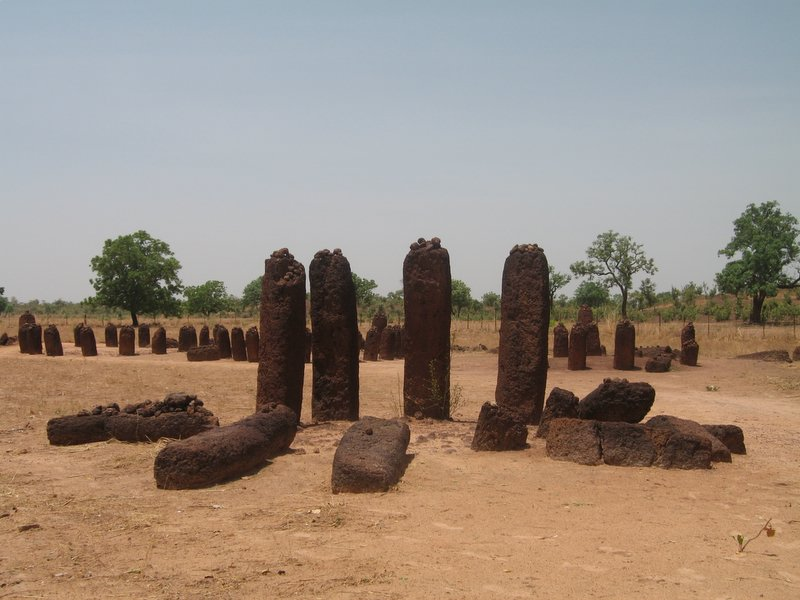
Cercles de pierres sénégambiens

L’histoire préhistorique et ancienne du peuple sérère de la Sénégambie actuelle est largement étudiée et documentée au fil des ans. Une grande partie des connaissances actuelles à ce sujet provient de découvertes archéologiques et de traditions sérères enracinées dans la religion sérère,.
Des reliques matérielles sont découvertes dans différents pays sérères, dont la plupart font référence aux origines passées des familles, des villages et des royaumes sérères. Certaines de ces reliques sérères comprennent de l'or, de l'argent et des métaux,. À ceci s'ajoutent les cercles mégalithiques de Sénégambie.

## Empires et royaumes

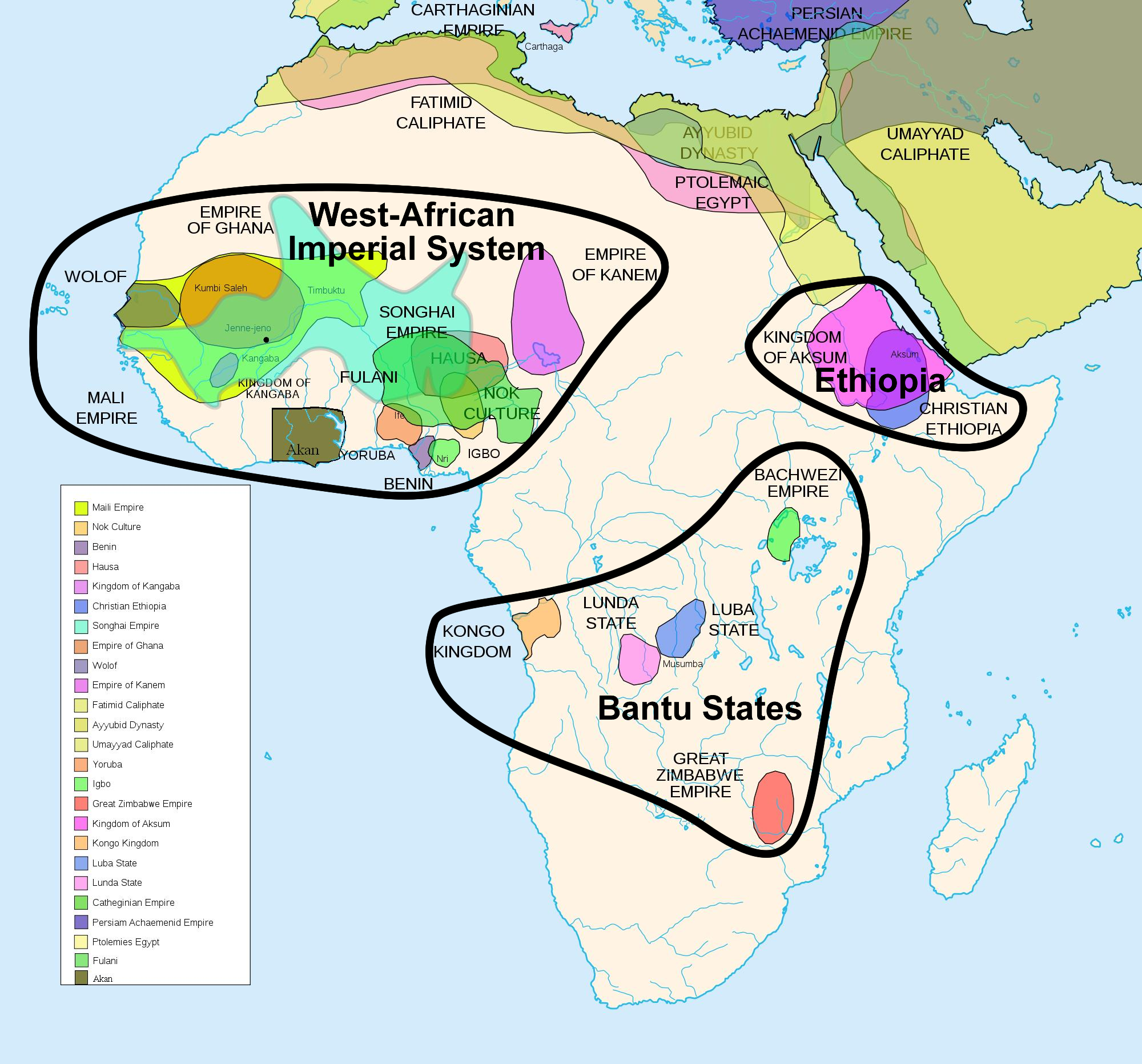
Carte générale des États africains précoloniaux.

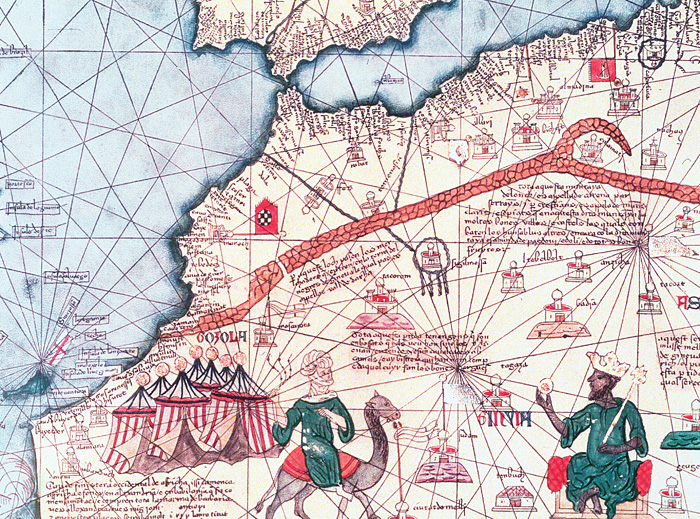
Atlas catalan (1375)

### Royaumes courtiers du Sahel
Les différentes routes du commerce transsaharien débouchent sur une série de cité-états mentionnés dès le VIIIe siècle tel que Sijilmassa. Ces routes débouchent sur trois axes. Le premier, dans le nord de la Sénégambie, nomme plusieurs royaumes tels que : Sanghâne, Takrûr, Silla, Kalanbû, Taranka ou encore Zafûn. Ces États forment un chapelet le long du fleuve Sénégal. Ils sont caractérisés par des capitales duales, une première située sur la rive nord du fleuve à destination des marchands, et une seconde sur la rive sud où se trouvent les quartiers royaux et lieux de rituel. Le second mène vers une région plus intérieure et donnera naissance à l'empire du Ghana. Le troisième débouché mène vers la région du Niger et est à l'origine de l'empire de Gao.
Autres royaumes sahéliens (750-1900, en Nigritie) : Alodia, Bagirmi, Bamana, Baol, Bornu, Dagbon, Daju, Darfur, Dendi, Futa Jallon, Futa Toro, Gao, Ghana, Grand Fulo, Hausa, Jolof, Kaarta, Kaabu, Kanem, Kong, califat Mahdiyya, Mali, Massina, Mossi, Saloum, Sennar,  Shilluk, Sine, Sokoto, Songhai, Takrur, Toucouleur, Tunjur, Wadai, Wassoulou...

#### Empire du Ghana (300c-1240c)
L'empire du Ghana se fait connaître des sources arabes au VIIIe siècle et domine le commerce transsaharien aux XIe et XIIe siècles. Adepte d'une religion traditionnelle africaine, elle accueille toutefois l'islam dans sa capitale commerciale, tandis qu'elle préserve les rites traditionnels dans la capitale qui héberge le palais royal. Cette capitale correspond probablement à Koumbi Saleh qui présente une occupation continue entre le IXe et XVe siècles ainsi que différents quartiers et mosquées.
- Royaume du Tékrour (800-1285), concurrent
- Royaume mandingue de Kaniaga

#### Empire de Gao
L'empire de Gao est mentionné dès la fin du IXe siècle et possède, comme pour d'autres royaumes, une capitale duale située dans l'actuelle Gao d'une part, et autour du site du Tombeau des Askia d'une autre. L'empire prend fin au XIVe siècle lorsqu'il se retrouve sous le contrôle d'un nouvel acteur politique, l'empire du Mali.

#### Empire du Mali (1230c-1600/1610/1670)
À la fin du Moyen Âge, l'Empire du Mali est particulièrement notable au sein du monde islamique et suscite l'intérêt de plusieurs auteurs tels qu'Ibn Khaldoun. Si l'essor du royaume du Mali reste obscur, son hégémonie est attestée au moins du XIIIe siècle jusqu'au début du XVIe siècle. L'expansion du royaume s'effectue sous l'impulsion de Mansa Moussa qui s'empare de plusieurs sites majeurs de l'Empire de Gao. Cependant, la capitale du Mali reste indéterminée à ce jour, après avoir été considérée à Niani.

#### Empire songhaï (1464-1591)
L'Empire songhaï, centré sur les sites de l'ancien empire de Gao, prend son indépendance de l'empire du Mali en 1464 avec l'émergence d'une nouvelle dynastie dirigée par Sonni Ali Ber. Cependant, si l'empire est florissant, il traverse une succession de crises dynastiques. La survie de l'empire repose sur son économie, sa captation d'or et d'esclaves au sein des territoires avoisinants. La transition du commerce vers l'est tire son origine dans la progressive réduction des échanges transsahariens et le renforcement des États de la forêts guinéenne et côtiers. Après la bataille de Tondibi en 1591, la capture de Tombouctou provoque l'effondrement de l'empire songhaï qui se disloque en une série de petits royaumes sahéliens.

### Royaumes du Sahel central

#### Royaumes haoussa
Les royaumes haoussa sont un ensemble de cités-États musulmanes parlant le haoussa et ayant émergé au cours du XVe siècle jusqu'à leur chute lors de la bataille de Tsuntua en 1804.

#### Royaume du Kanem-Bornou
Probablement fondé vers le VIIIe siècle, le royaume du Kanem est nommé comme cela en 872 par Al-Yaqubi qui mentionne un royaume très actif dans la traite orientale au sein du commerce transsaharien . Probablement islamisé au XIe siècle, ce premier royaume se replie vers l'ouest au cours du XIVe siècle et fonde le royaume de Bornou . Au XVIe siècle, le royaume de Bornou reconquiert le Kanem et devient le Kanem-Bornou. En 1808,  Muhammad al-Amin al-Kanemi (en) parvient à résister au djihad peul mené par Ousman dan Fodio qui mène à l'émergence du Califat de Sokoto. Le royaume s'effondre à la fin du XIXe siècle et tombe sous le contrôle de l'administration coloniale française.

### Royaumes peuls et après chute du Songhaï

#### Empire du Djolof(1350-1549)
- Royaume du Waalo (1287-1855)
- Royaume du Cayor (1549-1886)
- Royaume du Sine (1350-1969), histoire des Sérères du Moyen Âge à nos jours
- Royaume du Saloum (1493-1969)
- Royaume de Kaabu (1537c-1867c), bataille de Kansala (1867)
- Royaume de Galam (750c-1830c) : État de Goye, État de Kaméra, le Guidimakha, le Diombokho
- Royaume du Baol (1549-1894)
- Royaume du Namandirou, au Ferlo
- Casamance : royaume du Bandial, royaume d'Oussouye, royaume de Fouladou (1869-1903), Fogny

#### Royaume bambara de Ségou(1712-1861,Bamana)
- Épopée bambara de Ségou
- Bataille de Ngano (1860), bataille de Ségou (en) (1861)
- Royaume bambara du Kaarta (1650c-1854)
- Royaume du Khasso (1600c-1880)

#### Empire toucouleur(1848/1852-1893)
- Première bataille de Jenné (en) (1891), seconde bataille de Jenné (en) (1893)

#### Empire wassoulou(1878-1898)
- Bataille de Woyowoyanko (1883), guerres mandingues (en) (1882-1898)

#### Imamat du Fouta-Djalon(1725-1896)
- Bataille de Porédaka (1896)

#### Imamat de Fouta-Toro(1776-1859)
- Empire du Grand Fulo (1490-1776)

#### Empire de Sokoto(1804-1903, califat/sultanat)
- Djihads peuls (en) (XVII-XVIII-XIXe), Jihad d'Ousman dan Fodio (1804-1808), Ousman dan Fodio (1754-1817)

#### Émirat du Liptako(1809-1897)
- Royaume de Boundou (1660-1890)

### Royaumes de la forêt guinéenne
L'archéologie révèle qu'un nouveau type d'habitat apparait dans la forêt guinéenne entre le VIe et VIIIe siècles, il s'agit de villages entourés de fossés et de talus. L'histoire et l'origine de l'introduction de ces nouvelles pratiques est méconnues et peut indiquer un groupe culturel qui essaime progressivement la forêt guinéenne. Une hiérarchisation des espaces occupés s'observe, laissant supposer que des sociétés complexes s'y établissent déjà. Peter Shinnie (en) met notamment en évidence, à Asantemanso, l'existence d'un village datant du IXe siècle. Plusieurs sites côtiers, comme à Elmina, démontrent également une occupation ancienne datant du VIIe siècle.
Ces découvertes récentes permettent de redessiner la perception de l'implantation humaine au sein de la forêt guinéenne, permettant de la faire remonter de plusieurs siècles et d'invalider l'image passéiste d'une forêt primaire constituant un obstacle insurmontable pour les groupes humains d'Afrique de l'Ouest. Le consensus dessine plutôt le scénario d'une colonisation rapide des espaces forestiers entre le VIe et VIIIe siècles profondément transformés par l'agriculture sédentaire au point d'être largement défrichée et mise en culture lors de la découverte par les européens au XIVe siècle.
Le site archéologique d'Igbo-Ukwu ainsi que la sépulture royale qui y est identifié dévoile une occupation remontant au IXe siècle et la présence d'une société Igbo-Ukwu capable de mobiliser une importante activité dans la fonte de bronze, mais aussi dans les échanges commerciaux au sein de réseaux commerciaux à longue distance, probablement le commerce transsaharien. Ce site est pour l'instant une découverte isolée relevant une telle complexité, mais démontre que des sociétés sont d'ores et déjà très influentes au cours des siècles qui précèdent l'an mil.
Entre le XIIIe et XIVe siècles, un réseau de villes et villages se met en place dans la zone forestière. Ce maillage s'articule autour de centres urbains qui occupent une position intermédiaire entre les royaumes du Sahel et les royaumes forestiers, comme à Ife, Techiman ou Notsé et sont généralement considérés comme un berceau traditionnel d'une culture associée. Cependant, plusieurs villes et villages traversent une importante crise au XIVe siècle à cause de la peste noire qui s'y diffuse également par l'intermédiaire des voies commerciales. Les structures sociales évoluent et laissent place à de nouvelles puissances et de nouveaux centres urbains. À partir de 1471, ces centres urbains perdent en pouvoir suite au bouleversement économique provoqué par l'arrivée des Européens. La réorganisation des voies commerciales favorise l'apparition de villes portuaires le long de la côte.

#### Royaumes Akans
- Royaume de Bono
- Royaume de Denkyira
- Gyaman
- Confédération Fanti
- Royaume d'Akwamu
- Empire ashanti

#### Royaume du Bénin(1180c-1897)
- Expédition punitive britannique au Bénin (1897)

#### Empire d'Oyo(1300c-1896/présent)
- Liste des dirigeants de l'État yoruba d'Oyo (en)

#### Royaume du Dahomey(1645-1900)
- Roi d'Abomey
- Royaume d'Allada

## Commerce d'esclaves et colonisation
Le commerce des esclaves existe depuis très longtemps, dans le monde, même en Afrique avant la colonisation et la vente d'esclaves aux Européens (traites négrières,traite orientale). L'Afrique de l'ouest a été une plaque tournante dans ce commerce, d'abord entre entités étatiques régionales (chefferies, royaumes, etc.). Au XVe siècle déjà, les Portugais connaissent les côtes africaines. Les Européens apportent des produits tels que des fusils pour les échanger avec les chefs traditionnels africains, contre or, ivoire, esclaves. 
Le royaume du Dahomey (Abomey) prospère en partie grâce au commerce des esclaves (1740-1880). Dans le Grand-Popo la dynastie Adze Gbokpoe (?) fournit des esclaves, par le site de Grand-Popo, selon des relations commerciales avec l'Europe bien établies au XVIIe siècle, avant Porto-Novo. Les maisons régnantes de l'Empire ashanti annexent des terres environnantes par des guerres, ce qui favorise des flux continus de prisonniers de guerre réduits en esclavage. Les africains produisent alors en abondance des produits du palmier à huile destinés à la vente aux commerçants européens. Le commerce des esclaves est longtemps une activité qui nécessite des forces spirituelles (?) et physiques, ce qui réserve cette activité aux guerriers et aux prêtres vaudou (religions traditionnelles africaines).

## Après l'indépendance
À la suite de la Seconde Guerre mondiale, les protestations face à la domination européenne grandissent en Afrique de l'Ouest, de façon notable au Ghana avec le mouvement pan-africain de Kwame Nkrumah (1909-1972). Le Ghana devient le premier pays subsaharien à accéder à l'indépendance en 1957, suivi par la Guinée sous l'impulsion de Sekou Touré (1922-1984) l'année suivante. Parmi les dix-sept nations qui accèdent à l'indépendance en 1960, l'année de l'Afrique (en), neuf font partie des pays de l'Afrique occidentale. De nombreux pères fondateurs des nations de l'Afrique de l'Ouest, comme Nkrumah (1909-1972), Touré (1922-1984), Senghor (1906-2001), Modibo Keïta (1915-1977), Sylvanus Olympio (1902-1963), Félix Houphouët-Boigny (1905-1993), Siaka Stevens (1905-1988) et Abubakar Tafawa Balewa  (1912-1966) consolident leur pouvoir durant les années soixante en dégradant les institutions démocratiques et de la société civile. 
Après une décennie de protestation, de révoltes et d'affrontements, l'Afrique française occidentale vote pour son autonomie lors d'un référendum en 1958, divisant les pays comme ils le sont actuellement ; les colonies britanniques accèdent à l'indépendance durant la décennie qui suit. En 1973, La Guinée-Bissau proclame son indépendance vis-à-vis de la métropole portugaise, et est reconnue internationalement durant la révolution des Œillets en 1974 au Portugal.
L'histoire politique de l'Afrique de l'Ouest est caractérisée par le socialisme africain. Senghor, Nkrumah, Touré embrassent tous les idées du socialisme africain, tandis que Houphouët-Boigny et le libérien William Tubman (1895-1971) restent suspicieux vis-à-vis de cette idéologie. 
1983 voit la montée du socialiste Thomas Sankara (1949-1987), souvent appelé le « Che Guevara d'Afrique », au pouvoir au Burkina Faso (en 1983-1987)
Depuis l'indépendance, l'Afrique de l'Ouest a souffert des mêmes problèmes que le reste du continent africain, particulièrement des dictatures, de la corruption politique et des coups d'État militaires. À l'heure de sa mort en 2005 par exemple, le togolais Étienne Eyadéma (1935-2005) faisait partie des dictateurs ayant régné le plus longtemps. Les conflits internationaux n'ont pas été nombreux, la guerre de la Bande d'Agacher entre le Mali et le Burkina Faso, presque sans victime, étant une rare exception.

### Guerres civiles
La région a toutefois connu un certain nombre de guerres civiles sanglantes, notamment la guerre du Biafra (1967-1970), deux guerres civiles au Liberia, en 1989 et en 1999, une décennie de combats au Sierra Leone de 1991 à 2002, une rébellion touarègue au Niger et au Mali dans le début des années 1990, la guerre civile de Guinée-Bissau de 1998-1999 et un récent conflit en Côte d'Ivoire qui commença de 2002 à 2007 puis de 2010 à 2011.

### Population
Les estimations de la démographie de l'Afrique (dans son ensemble), prospectives comme rétrospectives, sont problématiques. 
Un chiffrage approximatif (en millions d'individus) donne :
- 1000 : 33
- 1500 : 46
- 1900 : 100
- 1950 : 227
- 1960 : 284
- 1970 : 365
- 1980 : 481
- 1990 : 638
- 2000 : 818
- 2010 : 1 055
- 2020 : 1 360

## Lienx externes
- Notice dans un dictionnaire ou une encyclopédie généraliste :   - Britannica
- Notices d'autorité :   - LCCN
  - Israël